# Oenanthe hispanica

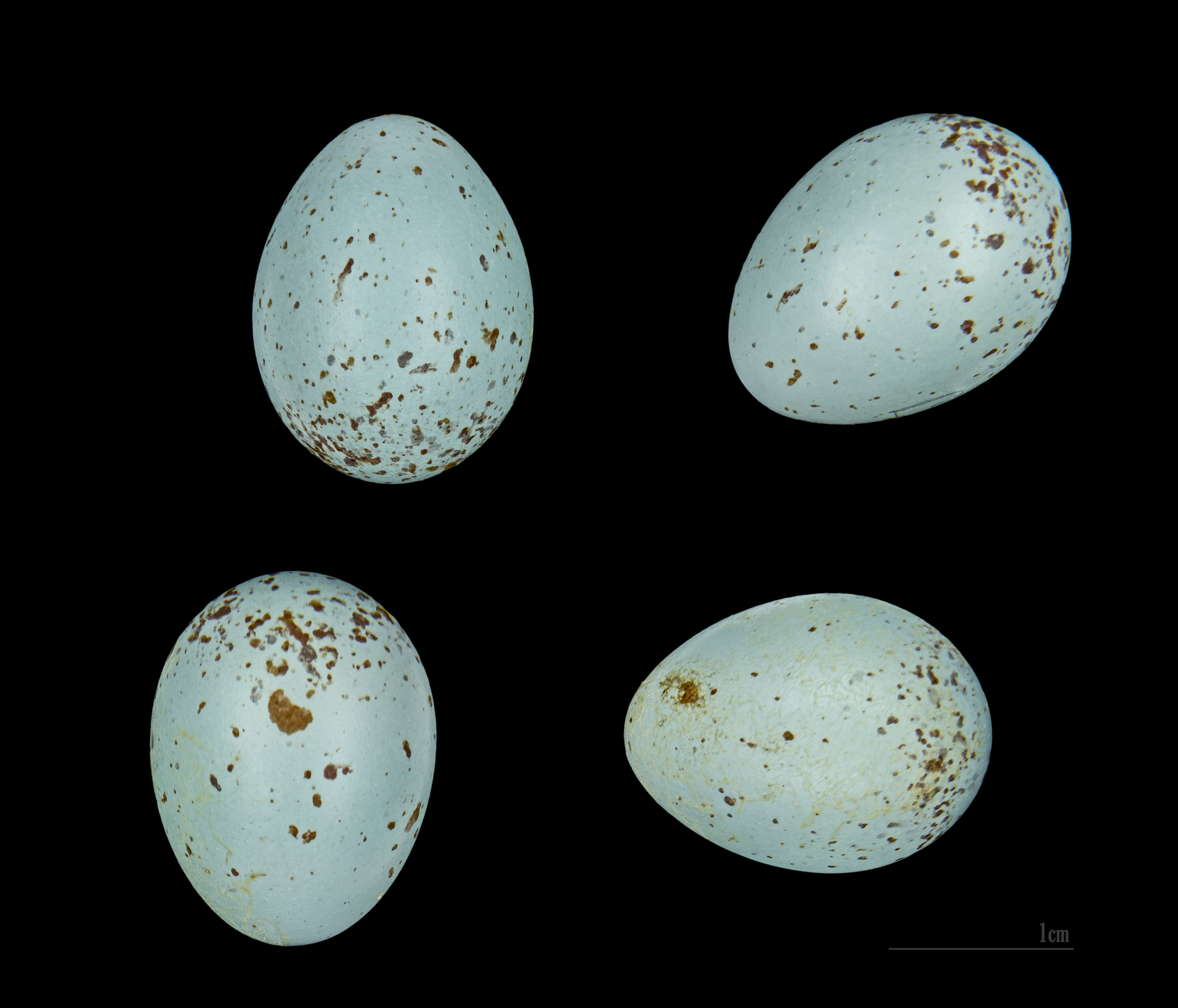
Uova di Oenanthe hispanica

La monachella (Oenanthe hispanica (Linnaeus, 1758)) è un uccello passeriforme, migratore, della famiglia dei Muscicapidi.

## Descrizione
La lunghezza di una monachella è in media intorno a 14,5 cm. È un uccello di piccole dimensioni dalla lunga coda. I colori possono variare da bianco e nero nel maschio a marrone e ocra sfumato nella femmina.

## Comportamento
Si nutre prevalentemente di insetti. Nidifica di solito in buchi nel terreno o nella vegetazione bassa.

## Distribuzione e habitat
È un uccello migratore che nidifica nell'area del Mediterraneo e sverna a sud del Sahara. In Italia nidifica comunemente in Calabria nei mesi di maggio e giugno, sporadicamente in altre regioni.
La possiamo trovare in zone al di sotto dei 600 m, di solito in ambienti aperti.

## Sistematica
Sono note due sottospecie:
- Oenanthe hispanica hispanica
- Oenanthe hispanica melanoleuca